# Roslyn Harbor
Roslyn Harbor ist ein Village im Nassau County, New York in den USA. Der Ort gilt als Teil von Greater Roslyn, dessen Schwerpunkt die Ortschaft Roslyn bildet. Im Jahr 2010 hatte der Ort 1051 Einwohner. Mit den Cedarmere-Clayton Estates verfügt der Ort um einen in das National Register of Historic Places eingetragenen historischen Distrikt, der das ursprüngliche Anwesen von William Cullen Bryant umfasst. Später erwarb ein Teil des Anwesens Lloyd Bryce, der sich hier einen eigenen Wohnsitz errichten ließ. Diesen erwarb schließlich der im Sterben liegende Henry Clay Frick für seinen Sohn Childs Frick, der da bis zu seinem Lebensende lebte.
Das Village liegt in den Towns Oyster Bay und North Hempstead. Deswegen gehören die jeweiligen Teile von Roslyn Harbor zum Roslyn School District und zum North Shore School District.

## Geographie
Roslyn Harbors geographische Koordinaten lauten 40° 49′ N, 73° 38′ W (40,818114, −73,633895). Nach den Angaben des United States Census Bureaus hat das Village eine Fläche von insgesamt 3,1 km², wobei es keine nennenswerten Gewässerflächen gibt.
Roslyn Harbor liegt östlich von Hempstead Harbor, einer langgezogenen Bucht, die vom nördlichen Ufer Long Islands nach Süden reicht. Der Nordosten des Villages gehört zur Town of Oyster Bay, der größere Teil liegt innerhalb der Town of Hempstead. Nördlich und nordöstlich von Roslyn Harbor liegen die Ortschaften Glenwood Landing und Glen Head. Südöstlich liegt an der New York State Route 25A, die an der südlichen Peripherie Roslyn Harbors entlang von Westen nach Osten führt, Greenvale, weiter südwestlich liegt Roslyn.
Mit New York City ist Roslyn Harbor per Eisenbahn indirekt über die Long Island Rail Road verbunden, deren nächstgelegene Haltestation sich in Greenvale befindet.

## Demographie
Zum Zeitpunkt des United States Census 2000 bewohnten Roslyn Harbor 1023 Personen. Die Bevölkerungsdichte betrug 331,9 Personen pro km². Es gab 367 Wohneinheiten, durchschnittlich 119,1 pro km². Die Bevölkerung Roslyn Harbors bestand zu 91,59 % aus Weißen, 1,27 % Schwarzen oder African American, 0 % Native American, 4,99 % Asian, 0 % Pacific Islander, 1,08 % gaben an, anderen Rassen anzugehören und 1,08 % nannten zwei oder mehr Rassen. 3,32 % der Bevölkerung erklärten, Hispanos oder Latinos jeglicher Rasse zu sein.
Die Bewohner Roslyn Harbors verteilten sich auf 356 Haushalte, von denen in 34,6 % Kinder unter 18 Jahren lebten. 77,2 % der Haushalte stellten Verheiratete, 5,3 % hatten einen weiblichen Haushaltsvorstand ohne Ehemann und 15,4 % bildeten keine Familien. 12,6 % der Haushalte bestanden aus Einzelpersonen und in 6,2 % aller Haushalte lebte jemand im Alter von 65 Jahren oder mehr alleine. Die durchschnittliche Haushaltsgröße betrug 2,87 und die durchschnittliche Familiengröße 3,12 Personen.
Die Bevölkerung verteilte sich auf 23,5 % Minderjährige, 4,3 % 18–24-Jährige, 21,3 % 25–44-Jährige, 31,5 % 45–64-Jährige und 19,5 % im Alter von 65 Jahren oder mehr. Der Median des Alters betrug 46 Jahre. Auf jeweils 100 Frauen entfielen 95,6 Männer. Bei den über 18-Jährigen entfielen auf 100 Frauen 90,0 Männer.
Das mittlere Haushaltseinkommen in Roslyn Harbor betrug 128.295 US-Dollar und das mittlere Familieneinkommen erreichte die Höhe von 150.000 US-Dollar. Das Durchschnittseinkommen der Männer betrug 100.000 US-Dollar, gegenüber 41.071 US-Dollar bei den Frauen. Das Pro-Kopf-Einkommen belief sich auf 69.778 US-Dollar. 2,5 % der Bevölkerung und 1,3 % der Familien hatten ein Einkommen unterhalb der Armutsgrenze, davon waren 3,3 % der Minderjährigen und 2,3 % der Altersgruppe 65 Jahre und mehr betroffen.